# اپل ورکس
اپل‌ورکس (AppleWorks) یک مجموعه نرم‌افزاری اداری یکپارچه بود که شامل یک پردازشگر نوشتار، پایگاه داده و برگه‌ی گسترده می‌شد. این نرم‌افزار توسط روپرت لیسنر برای اپل کامپیوتر توسعه داده شد، که در ابتدا برای اپل ۲ و در سال ۱۹۸۴ عرضه شد. بسیاری از پیشرفت‌ها برای اپل‌ورکس ایجاد شد که محبوب‌ترین آنها سری TimeOut از Beagle Bros بود که عمر نسخه اپل ۲ اپل‌ورکس را افزایش داد. اپل‌ورکس پس‌تر برای سکوی مکینتاش بازسازی شد.
براپل‌ورکسگه‌ی گستردهGS برای Apple IIGS با استفاده از رابط گرافیکی دسکتاپ به جای رابط کارت فایل متنی Apple II توسعه داده شد. براپل‌ورکسگه‌ی گستردهGS کند و پر از باگ بود؛ نسخه ۲.۰ برنامه‌ریزی شده هرگز محقق نشد. Beagle Bros یک برنامه BeagleWorks ایجاد کرد که در نهایت به Claris، شرکت تابعه اپل، فروخته شد. ClarisWorks برای مکینتاش (۱۹۹۱) و ویندوز (۱۹۹۳) به یک برنامه محبوب تبدیل شدند و شاهد توسعه سریع بودند. این برنامه‌ها هیچ کدی را با نسخه اصلی ۸ بیتی Apple II به اشتراک نمی‌گذارند.
اپل Claris را جذب کرد و نام ClarisWorks به براپل‌ورکسگه‌ی گسترده تغییر یافت. این نرم‌افزار تا زمان توقف تولیدش، همراه با تمام مکینتاش‌های سطح مصرف‌کننده که توسط اپل فروخته می‌شد، ارائه می‌شد. از سال ۲۰۰۷، براپل‌ورکسگه‌ی گسترده چندین سال به‌روزرسانی نشده بود و قادر به اجرا روی پردازنده‌های اینتل موجود در مک‌های جدید نبود. در ۱۵ آگوست ۲۰۰۷، اپل اعلام کرد که براپل‌ورکسگه‌ی گسترده به پایان عمر خود رسیده است و دیگر فروخته نخواهد شد.  اپل در عوض، مجموعه iWork خود را که اخیراً عرضه کرده بود، به عنوان جایگزینی تبلیغ کرد که شامل برنامه‌های پردازش متن، صفحه گسترده و ارائه با قابلیت‌هایی مشابه براپل‌ورکسگه‌ی گسترده است، اما مستقیماً با فرمت‌های فایل براپل‌ورکسگه‌ی گسترده سازگار نیست.

## تاریخچه

### اپل ورکس (اپل ۲، ۱۹۸۴–۱۹۹۱)
اپل‌ورکس اصلی که توسط روپرت لیسنر توسعه داده شده است،  یکی از اولین مجموعه‌های نرم‌افزاری اداری یکپارچه برای رایانه‌های شخصی است که شامل یک پردازشگر متن، صفحه گسترده و پایگاه داده است که در یک برنامه واحد ادغام شده‌اند. این نرم‌افزار در سال 1984 به عنوان یک محصول نمایشی برای مدل‌های جدید 128K از خط تولید اپل II منتشر شد.
در سال ۱۹۸۲، اپل برنامه‌ی پایگاه داده‌ی لیسنر به نام Quick File را منتشر کرد که شباهت زیادی به ماژول پایگاه داده‌ی براپل‌ورکسگه‌ی گسترده داشت و هم روی Apple III و هم روی Apple II اجرا می‌شد. اپل در آن زمان به Apple Pascal علاقه داشت، بنابراین لیسنر در ابتدا به درخواست اپل، Quick File را با این زبان نوشت. با این حال، لیسنر کدنویسی به زبان اسمبلی را ترجیح می‌داد و خیلی زود Quick File را به زبان اسمبلی روی Apple III خود بازنویسی کرد و تا تابستان ۱۹۸۳، ماژول‌های پردازشگر متن و صفحه گسترده را نیز به آن اضافه کرد. اپل در ابتدا حق توزیع هر دو نسخه از این برنامه را برای Apple III و Apple II خریداری کرد. با این حال، اپل تصمیم گرفت پشتیبانی از Apple III را متوقف کند و حق نسخه Apple III را به Haba Systems فروخت که آن را با نام III EZ Pieces به بازار عرضه کرد و کمی قبل از انتشار براپل‌ورکسگه‌ی گسترده توسط اپل، آن را منتشر کرد.  این دو محصول از فرمت‌های فایل یکسانی استفاده می‌کردند.
هر سه برنامه براپل‌ورکسگه‌ی گسترده رابط کاربری یکسانی دارند و داده‌ها را از طریق یک کلیپ‌بورد مشترک تبادل می‌کنند.  برنامه‌های کاربردی قبلی Apple II عمدتاً با در نظر گرفتن خط قدیمی‌تر II/II+ طراحی شده بودند و تنها 48 کیلوبایت رم و متن 40 ستونی (در غیاب کارت افزونه) داشتند، بنابراین قابلیت‌های نرم‌افزار را محدود می‌کردند. در مقابل، براپل‌ورکسگه‌ی گسترده برای مدل‌های IIe و IIc طراحی شده بود که دارای رم بیشتر، متن استاندارد 80 ستونی، صفحه کلید عددی اختیاری، کلیدهای مکان‌نما و سیستم عامل جدید ProDOS به جای DOS 3.3 بودند که در دستگاه‌های 48K استاندارد بود. 
براپل‌ورکسگه‌ی گسترده در رتبه دوم فهرست پرفروش‌ترین‌های ماهانه Softalk قرار گرفت و به سرعت به پرفروش‌ترین بسته نرم‌افزاری روی هر رایانه‌ای تبدیل شد و حتی Lotus 1-2-3 را از صدر نمودارهای فروش در کل صنعت کنار زد.  اپل نسخه 2.0 را در سال 1986 با Apple IIGS منتشر کرد،   که در آن زمان لیسنر روی چیزی کار می‌کرد که بعدها Microsoft Works نام گرفت.  Claris، شرکت تابعه نرم‌افزاری اپل، در دسامبر 1988 یک میلیونمین نسخه از براپل‌ورکسگه‌ی گسترده را فروخت. 
بازار قابل توجهی برای لوازم جانبی و پشتیبانی شخص ثالث براپل‌ورکسگه‌ی گسترده پدیدار شد. شماره سپتامبر 1986 مجله inCider شامل دو مقاله مرتبط با براپل‌ورکسگه‌ی گسترده بود؛ تبلیغاتی برای دو کارت توسعه مرتبط با براپل‌ورکسگه‌ی گسترده از Applied Engineering ، برنامه‌ای که نوید اجرای براپل‌ورکسگه‌ی گسترده را روی Apple II Plus با یک برد نمایشگر 80 ستونی می‌داد، یک خبرنامه اختصاصی براپل‌ورکسگه‌ی گسترده به نام The Main Menu و یک محصول مرتبط با براپل‌ورکسگه‌ی گسترده از Beagle Bros ؛ بسیاری از تبلیغات دیگر که از براپل‌ورکسگه‌ی گسترده نام می‌بردند؛ و ستونی که از شرکت‌هایی که به جای محصولات جدید، محصولات مرتبط با براپل‌ورکسگه‌ی گسترده را توسعه می‌دادند ("کوچک فکر می‌کند و هیچ نوآوری نمی‌کند") انتقاد می‌کرد.  دو سال بعد، Beagle Bros سری TimeOut را برای براپل‌ورکسگه‌ی گسترده منتشر کرد و میلیون‌ها دلار درآمد کسب کرد. به لطف زبان برنامه‌نویسی UltraMacros که در آنها گنجانده شده بود، بسیاری از توسعه‌دهندگان شخص ثالث دیگر محصولات جدیدی را ابداع کردند که از براپل‌ورکسگه‌ی گسترده به عنوان پایه و سیستم عامل مجازی استفاده می‌کردند. محاسبه کنید! نشریه Apple Applications در سال ۱۹۸۷ گزارش داد که «براپل‌ورکسگه‌ی گسترده به مرز توسعه‌دهندگان نرم‌افزار تبدیل شده است» و پیش‌بینی کرد که «به‌زودی، بهترین نرم‌افزارهای خط تولید کامپیوترهای Apple II به براپل‌ورکسگه‌ی گسترده نیاز خواهند داشت».  Claris در سال ۱۹۸۹ با Beagle Bros قرارداد بست تا براپل‌ورکسگه‌ی گسترده را به نسخه ۳.۰ ارتقا دهد؛ آلن برد، رندی برانت و راب رنستروم، توسعه‌دهندگان TimeOut، ویژگی‌های جدیدی به آن اضافه کردند و توابع TimeOut متعددی را در آن گنجاندند. 
تا سال ۱۹۸۹، Claris توجه خود را به تولید نرم‌افزارهای مکینتاش و ویندوز معطوف کرد و براپل‌ورکسگه‌ی گسترده را به حال خود رها کرد. با این حال، Claris موافقت کرد که مجوز علامت تجاری براپل‌ورکسگه‌ی گسترده را به Quality Computers بدهد. سپس Randy Brandt و Dan Verkade، توسعه‌دهندگان TimeOut، براپل‌ورکسگه‌ی گسترده 4.0 را در سال ۱۹۹۳ و براپل‌ورکسگه‌ی گسترده 5.0 را در سال ۱۹۹۴ ایجاد کردند که توسط Quality Computers به همراه ویدیوهای آموزشی منتشر شد.
براپل‌ورکسگه‌ی گسترده اصلی 8 بیتی (که شامل مدیریت حافظه 16 بیتی در IIGS بود) گاهی اوقات به عنوان "براپل‌ورکسگه‌ی گسترده Classic" شناخته می‌شود تا آن را از براپل‌ورکسگه‌ی گسترده GS  و محصول بعدی برای مکینتاش و ویندوز متمایز کند.

#### تاریخچه نسخه
| نسخه | سال               | یادداشت‌ها                                                          |
| ---- | ----------------- | ------------------------------------------------------------------ |
| ۱.۰  | ۱۹۸۴              | اولین انتشار.                                                      |
| ۱.۱  | ۱۹۸۵              | اشکالات سخت‌افزاری چاپگرها و کارت‌های رابط برطرف شد.                 |
| ۱.۲  | ۱۹۸۵              | بهبودهای بیشتر در سازگاری سخت‌افزاری.                               |
| ۱.۳  | ۱۹۸۶              | بهبود پشتیبانی سخت‌افزاری. هزینه به‌روزرسانی ۲۰ دلار است.            |
| ۲.۰  | سپتامبر ۱۹۸۶      | امکانات بیشتر و پشتیبانی سخت‌افزاری بهتر. هزینه به‌روزرسانی ۵۰ دلار. |
| ۲.۱  | سپتامبر ۱۹۸۸      | رفع اشکالات و بهبود سازگاری سخت‌افزار. منتشر شده توسط Claris.       |
| ۳.۰  | ۱۹۸۹              | ویژگی‌های بیشتر. هزینه به‌روزرسانی یا ۷۹ دلار است یا ۹۹ دلار.        |
| ۴.۰  | ۱ نوامبر ۱۹۹۳     | ویژگی‌های بیشتر. منتشر شده توسط Quality Computers.                  |
| ۴.۰۱ | اوایل نوامبر ۱۹۹۳ | رفع اشکالات.                                                       |
| ۴.۰۲ |                   | رفع اشکالات.                                                       |
| ۴.۳  | ۱۹۹۳              |                                                                    |
| ۵.۰  | نوامبر ۱۹۹۴       | با اسم رمز «نارنیا».                                               |
| ۵.۱  | تابستان ۱۹۹۵      | رفع اشکالات.                                                       |

### براپل‌ورکسگه‌ی گسترده GS (اپل IIGS، ۱۹۸۸–۱۹۹۶)
ناظران انتظار داشتند که براپل‌ورکسگه‌ی گسترده 2.0 رابط کاربری گرافیکی ماوس‌محور مشابه مکینتاش داشته باشد، اما inCider قبل از انتشار آن گزارش داد که چنین نسخه‌ای به دلیل «مشکلات بین اپل و [لیسنر]» به تعویق افتاده است.  با این وجود، این نسخه در بین دارندگان IIGS بسیار محبوب بود؛ در دسامبر 1987، بخش Apple Applications از Compute! گزارش داد که «داغ‌ترین محصول روی Apple IIGS، براپل‌ورکسگه‌ی گسترده است. نه رابط ماوس، نه رنگ، نه گرافیک. فقط براپل‌ورکسگه‌ی گسترده از دنیای IIe و IIc».  این مجله در سرمقاله‌ای با عنوان « براپل‌ورکسگه‌ی گسترده ، کجایی؟» با ابراز تعجب از اینکه نسخه IIGS از براپل‌ورکسگه‌ی گسترده یا یک مجموعه یکپارچه مشابه براپل‌ورکسگه‌ی گسترده «می‌تواند فروش دستگاه را افزایش دهد» و هشدار داد که در غیر این صورت «IIGS ممکن است به راحتی از بین برود». 
در سال ۱۹۸۸، Claris یک بسته یکپارچه به نام GS Works را از StyleWare خریداری کرد و آن را به براپل‌ورکسگه‌ی گسترده GS تغییر نام داد و نام تجاری براپل‌ورکسگه‌ی گسترده را به Apple IIGS 16 بیتی آورد، اگرچه هیچ کدی از نسخه ۸ بیتی Apple II در آن استفاده نشده است. براپل‌ورکسگه‌ی گسترده GS علاوه بر توابع پردازش متن، پایگاه داده و صفحه گسترده، شامل ماژول‌های ارتباط از راه دور، طرح‌بندی صفحه و گرافیک نیز می‌شود. فقط یک نسخه اصلی از براپل‌ورکسگه‌ی گسترده GS وجود دارد که تا نسخه ۱.۱ پیشرفت داشته است؛ مدت‌ها شایعه شده بود که به‌روزرسانی vaporware 2.0 "کمی مانده به تکمیل" است.  براپل‌ورکسگه‌ی گسترده GS می‌تواند فایل‌های براپل‌ورکسگه‌ی گسترده را بدون نیاز به وارد کردن اولیه آنها باز کند. 

#### تاریخچه نسخه‌های GS
| نسخه  | سال        | یادداشت‌ها                                                          |
| ----- | ---------- | ------------------------------------------------------------------ |
| ۱.۰   | ۱۹۸۸       | نسخه اول                                                           |
| ۱.۰v۲ |            | انتشار رفع اشکال.                                                  |
| ۱.۱   | ۱۹۸۹       | پشتیبانی از نرم‌افزارهای سیستمی ۵.                                  |
| ۱.۲   | منتشر نشده | انتشار رفع اشکال برنامه‌ریزی‌شده، توسعه‌یافته توسط Quality Computers. |
| ۲.۰   | منتشر نشده | انتشار برنامه‌ریزی‌شده، توسعه‌یافته توسط Quality Computers.           |

### اپل‌ورکس و ClarisWorks (مکینتاش و ویندوز، ۱۹۹۱–۲۰۰۴)
دومین نسخه از براپل‌ورکسگه‌ی گسترده با نام ClarisWorks آغاز شد که توسط باب هرن و اسکات هولداوی نوشته و توسط Claris، یکی از شرکت‌های تابعه اپل که با نام FileMaker Inc نیز شناخته می‌شود، منتشر شد.  کد سازنده ClarisWorks برای مکینتاش "BOBO" است. ClarisWorks این برنامه‌ها را ترکیب می‌کند: 
- یک پردازشگر متن که در نسخه ۶ شامل یک ویرایشگر معادلات مبتنی بر MathType نیز می‌شود. [۱۵]
- یک برنامه نقاشی،
- یک برنامه نقاشی،
- یک صفحه گسترده ،
- یک برنامه پایگاه داده ، و
- یک برنامه ترمینال برای ارتباطات (تا نسخه ۵) یا
- یک برنامه ارائه (در نسخه ۶).

تمام اجزا برای ارائه یک مجموعه یکپارچه که به طور هماهنگ کار می‌کند، یکپارچه شده‌اند؛ به عنوان مثال، فریم‌های صفحه گسترده را می‌توان در یک سند پردازش متن جاسازی کرد، یا متن را به نقاشی تبدیل کرد و غیره. این اجزا از برنامه‌های معاصر Claris ، MacWrite و MacDraw، گرفته نشده‌اند، بلکه از ابتدا نوشته شده‌اند و سپس پس از خرید توسط Claris، برای مطابقت با سایر برنامه‌های Claris دوباره طراحی شده‌اند. 
ClarisWorks 1.0 در اکتبر 1991 برای مکینتاش عرضه شد. 
ClarisWorks 2.0 در 24 مارس 1993 منتشر شد. 
ClarisWorks 3.0 در اکتبر 1994 منتشر شد.  این آخرین نسخه‌ای است که روی پردازنده 68000 با حداقل سیستم 6.0.7 اجرا می‌شود.
ClarisWorks 4.0 در 14 ژوئن 1995 منتشر شد.  به یک پردازنده 68020 و سیستم 7 نیاز دارد.
وقتی شرکت Claris منحل و دوباره به اپل جذب شد، نام محصول به اپل‌ورکس تغییر یافت؛  نسخه 5.0 در 24 آگوست 1997،  کمی قبل از بازگشت محصول به اپل، منتشر شد و به طور خلاصه ClarisWorks 5 نامیده شد. ClarisWorks/براپل‌ورکسگه‌ی گسترده 5 به System 7.0.1 نیاز دارد، اگرچه وصله 5.0.4 فقط در Mac OS 9 قابل اجرا است. این آخرین نسخه‌ای است که از معماری CPU 68k پشتیبانی می‌کند.
آخرین نسخه اصلی، اپل‌ورکس 6.0، که در ژانویه ۲۰۰۰ در نمایشگاه MacWorld منتشر شد،  به یک پردازنده PowerPC نیاز دارد و ماژول ارتباطات را با یک ماژول ارائه جایگزین می‌کند (در نسخه‌های قبلی فقط پشتیبانی اولیه برای ارائه‌ها از طریق سایر ماژول‌ها وجود داشت).  همچنین به رابط برنامه‌نویسی کاربردی کربن منتقل شد تا روی مک او اس ایکس کار کند، اما به عنوان یک برنامه اولیه کربن، از بسیاری از ویژگی‌های جدیدتر مک او اس ایکس بهره نمی‌برد و بخش‌هایی از رابط کاربری هنوز عناصر ظاهر پلاتینیوم مک او اس ۸/۹ را حفظ کرده است.
با استفاده از چارچوب XTND کلاریس، اپل‌ورکس می‌تواند فایل‌ها را در تعدادی از فرمت‌های فایل ایجاد، باز و ذخیره کند. به عنوان مثال، اسناد پردازشگر متن را می‌توان در فرمت مایکروسافت ورد و فایل‌های صفحه گسترده را می‌توان در فرمت مایکروسافت اکسل ذخیره کرد.
این نرم‌افزار نقدهای خوبی دریافت کرد  در طول عمر خود به دلیل رابط کاربری و ادغام دقیق ماژول‌هایش. به عنوان مثال، مانند نسخه‌های قبلی، در اپل‌ورکس می‌توان یک "قاب" نقاشی را در یک سند صفحه گسترده قرار داد، یک قاب نقاشی را می‌توان در یک سند نقاشی قرار داد و غیره. این امر امکان طرح‌بندی‌های بسیار پیچیده و غنی از داده‌ها را فراهم می‌کند. با این حال، محدودیت‌های محصول با افزایش سن محصول آشکارتر شد.  این برنامه همچنین فقط امکان یک undo/redo را فراهم می‌کند و در بسیاری از موارد، اگر یک فریم از یک ماژول در ماژول دیگری قرار گیرد، ممکن است به محض لغو انتخاب، فریم دیگر به هیچ وجه قابل ویرایش نباشد. 
ویرایشگر معادله (Equation Editor) محصول Design Science به همراه اپل‌ورکس ارائه می‌شود. همچنین می‌توان از ویرایشگرهای معادله MathType یا MathMagic استفاده کرد. هر دو از ترازبندی خودکار خط مبنا برای معادلات درون‌خطی پشتیبانی می‌کنند.

### قطع همکاری
در آگوست ۲۰۰۷، اپل پایان عمر اپل‌ورکس را اعلام کرد و اظهار داشت که دیگر این بسته را نمی‌فروشد.  بسته iWork که شامل یک برنامه پردازش متن، یک صفحه گسترده و یک برنامه گرافیکی ارائه است، قرار است جایگزین آن شود. اگرچه iWork از ویژگی‌های غنی‌تری برخوردار است ، اما هنوز فاقد برخی از ماژول‌ها و ادغام محکم اپل‌ورکس است. اپل‌ورکس روی هیچ نسخه‌ای از Mac OS X بعد از Snow Leopard اجرا نمی‌شود زیرا برای معماری CPU PowerPC کامپایل شده است. 
پرونده‌های پردازش نوشتار، برگه‌ی گسترده و ارائه اپل‌ورکس را می‌توان در نسخه‌های پیشین برنامه‌های آی‌ورک به ترتیب Pages، Numbers و Keynote باز کرد، اما از سال ۲۰۱۳ به بعد این قابلیت وجود ندارد. Collabora Online ، LibreOffice یا Apache OpenOffice می‌توانند فایل‌های پردازش متن، صفحه گسترده و ارائه اپل‌ورکس را باز کنند. اسکریپتی برای تبدیل دسته‌ای پرونده‌های اپل‌ورکس (.cwk) به فرمت MS Word (.docx) (قابل استفاده توسط Pages) با استفاده از رابط خط فرمان LibreOffice وجود دارد.  هیچ برنامه ارائه شده توسط اپل برای باز کردن فایل‌های پایگاه داده، نقاشی یا طراحی اپل‌ورکس بدون تبدیل آنها به فرمت دیگری وجود ندارد.  EazyDraw Retro از وارد کردن فرمت‌های طراحی اپل‌ورکس پشتیبانی می‌کند. این نرم‌افزار روی Mojave و نسخه‌های کهن‌تر اجرا می‌شود.  گروه کاربری براپل‌ورکسگه‌ی گسترده همچنان از این پشتیبانی می‌کند،  و مهاجرت از اپل‌ورکس امکان‌پذیر است. 
چندین نفر از مهندسان اصلی ClarisWorks شرکت را ترک کردند تا Gobe Software را بنیادگزاری کنند که کالای اصلی آن، GoBe Productive، برای بی‌او‌اس ، ویندوز و لینوکس منتشر می‌شد.

## پذیرش
II Computing، بر اساس داده‌های فروش و سهم بازار، اپل‌ورکس را در فهرست برترین نرم‌افزارهای غیربازی و غیرآموزشی Apple II در اواخر سال ۱۹۸۵، در رتبه نهم این مجله قرار داد. 
منتقد ' بایت در دسامبر ۱۹۸۴، اپل‌ورکس را «آسان برای کاربری، واقعاً کاربرپسند و با مستندات خوب» نامید. او پردازشگر نوشتار را «بخش مورد علاقه من... بسیار بالاتر از حد میانه» و برگه‌ی گسترده و پایگاه داده را «خوب ولی مطمئناً نه برجسته» نامید. منتقد به عنوان یک بسته برای کاربران تازه کار و معمولی، نتیجه گرفت: «اپل‌ورکس عالی است».  اینفوورلد در آن ماه با این نگاه ناهمسو بود و آن را «مطالعه‌ای در مورد محدودیت‌ها... این بسته قوی نیست» نامید. این مجله ضمن تأیید کلیپ‌بورد مشترک و رابط کاربری، اظهار داشت که محدودیت‌های اپل‌ورکس - مانند محدودیت هشت صفحه در پردازشگر متن با رم ۶۴ کیلوبایتی - آن را «به عنوان یک محصول تجاری به اندازه کافی خوب نیست که توجه زیادی را جلب کند» 
مجله Compute! در سال ۱۹۸۹ اظهار داشت که «اگرچه مانند اپل‌ورکس اصلی ۸ بیتی، سرعت فوق‌العاده‌ای ندارد، اما نسخه GS آن «آنقدر که خیلی‌ها نگران بودند، کند نیست»؛ اگرچه یک تایپیست تند هنوز می‌توانست از نمایشگر رایانه تند‌تر باشد، اما کنشکرد بهتری از دیگر نرم‌افزارهای Apple IIGS داشت.  اگرچه بسیاری از کاربران اصلی نسخه IIGS را خریداری کردند و طبق گزارش‌ها ۳۵۰۰۰ نسخه در سه هفته اول فروخته شد، این مجله هشدار داد که «باید تقریباً هر چیزی را که آموخته‌اند فراموش کنند... چه دردسری». 

## همچنین ببینید
- فهرست مجموعه‌های اداری
- مقایسه مجموعه‌های اداری

## بنمایه‌ها
1. ↑  "AppleWorks 6.2.9 for Mac". 14 ژانویه 2004.
2. ↑  "AppleWorks 6.2.2 for Windows". 20 ژانویه 2004.
3. ↑  Evans, Jonny (August 15, 2007). "Apple cans AppleWorks". Macworld UK. Retrieved August 15, 2007.
4. 1 2 3  de Peyster, Deborah; Statt, Paul (September 1986). "Extras for the //x". inCider. p. 14. Retrieved 2 July 2014.
5. ↑  de Peyster, Deborah (December 1986). "The Story of AppleWorks". inCider. pp. 46–47. Retrieved 24 April 2021.
6. 1 2  Renne, Mark (1984-12-10). "AppleWorks". InfoWorld. pp. 50–51. Retrieved 7 February 2015.
7. ↑  Apple II History بایگانی‌شده  در آوریل ۴, ۲۰۰۵ توسط Wayback Machine AppleWorks page: Apple's "Promotion" of AppleWorks (Retrieved on June 13, 2009)
8. ↑  "Discontinued Microsoft Products". news.ycombinator.com. 13 December 2019.
9. 1 2 3 4  Keizer, Gregg (March 1989). "Apple II". Compute!. p. 58. Retrieved 10 November 2013.
10. ↑  "September 1986 issue". inCider. September 1986. pp. 62, 63, 64, 71, 73, 81, 105, 110, 115, 121, inside cover. Retrieved 2 July 2014.
11. 1 2  "II On II". Compute!'s Apple Applications. December 1987. p. 8. Retrieved 18 August 2014.
12. ↑  Keizer, Gregg (December 1987). "Editor's Notes". Compute!'s Apple Applications. pp. 4–5. Retrieved 18 August 2014.
13. 1 2 3 4  Hearn, Bob (2003). "A Brief History of ClarisWorks". groups.csail.mit.edu.
14. ↑  "AppleWorks 6: Getting Started" (PDF). p. 18.
15. ↑  "AppleWorks 6: Getting Started" (PDF). p. 2.
16. 1 2  Knight, Daniel (March 8, 2014). "ClarisWorks and AppleWorks for Mac FAQ". LowEndMac.
17. ↑  "ClarisWorks 3.x". WinWorld.
18. ↑  Hearn, Bob. "ClarisWorks 5.0 with 5.0v3 Update". Macintosh Repository.
19. ↑  "Apple Introduces AppleWorks 6". Apple Newsroom. January 5, 2000. Retrieved August 4, 2023.
20. ↑  Jade, Charles (August 15, 2007). "RIP AppleWorks". Ars Technica (به انگلیسی). Retrieved December 3, 2017.
21. 1 2  Christopher Breen, "Last call for AppleWorks users" بایگانی‌شده  در فوریه ۱۰, ۲۰۱۳ توسط Wayback Machine, Macworld, June 29, 2011 (accessed Feb 3, 2013)
22. ↑  Wilson, Randy. "Convert Appleworks to MS Word". byu.edu. Retrieved 2023-09-29.
23. ↑  "EazyDraw Support". EazyDraw.com. Retrieved December 3, 2017.
24. ↑  "AppleWorks Users Group (AWUG), iWork Users Group (iWUG)". awug.org. Retrieved December 3, 2017.
25. ↑  "Abandoning AppleWorks". wilmut.webspace.virginmedia.com. Archived from the original on July 15, 2011. Retrieved December 3, 2017.
26. ↑  Ciraolo, Michael (Oct–Nov 1985). "Top Software / A List of Favorites". II Computing. p. 51. Retrieved 28 January 2015.
27. ↑  Cmar, Karen A. (December 1984). "Appleworks: An Integrated Office Product". BYTE (review). pp. A18. Retrieved October 23, 2013.
28. ↑  Keizer, Gregg (April 1989). "Apple II". Compute!. p. 54. Retrieved 2 July 2014.

## پیوندهای بیرونی
- "Apple: iWork". Archived from the original on August 14, 2007. Retrieved 2007-08-14.
- Hearn, Bob (2003). "A Brief History Of ClarisWorks". Archived from the original on 15 May 2008. Retrieved 17 August 2021. – A history of ClarisWorks/براپل‌ورکسگه‌ی گسترده from one of the original developers, Bob Hearn.
- Apple II History: براپل‌ورکسگه‌ی گسترده – Chapter of an Apple II History dedicated to براپل‌ورکسگه‌ی گسترده.
- GUIdebook > Articles > "Apple II User Interfaces"
- Download.com: براپل‌ورکسگه‌ی گسترده 6.2.9 Update for Macintosh

الگو:Office suitesالگو:Spreadsheets